# Wojciech Sobański
Wojciech Sobański herbu Junosza (zm. w 1743 roku) – wojski urzędowski w 1731 roku, regent grodzki latyczowski w 1732 roku, regent grodzki lubelski w latach 1717-1722, subdelegat lubelski w 1712 roku.